# Laniisoma elegans
Laniisoma elegans е вид птица от семейство Tityridae, единствен представител на род Laniisoma.

## Разпространение
Видът е разпространен в Боливия, Бразилия, Венецуела, Еквадор, Колумбия и Перу.